# Urera gravenreuthii
Espèce
Urera gravenreuthii Engl. est une espèce de plantes à fleurs du genre Urera, de la famille des Urticaceae, endémique du Cameroun. Elle a été découverte par Heinrich Gustav Adolf Engler.

## Étymologie
Son épithète spécifique gravenreuthii rend hommage à l'explorateur allemand Karl von Gravenreuth.

## Description
Plante à fleur, appartenant au groupe des dicotylédones, c'est une liane d'environ 4,5 à 8 m de haut, dont l'habitat naturel se trouve dans les forêts, à 700-1 800 m d'altitude. On la retrouve au Cameroun.

## Synonymie
Les synonymes hétérotypiques de cette espèce sont: 
- Urera hypselodendron auct. sensu Hauman
- Urera rigida auct.